# اریک دوراند
اریک دوراند (انگلیسی: Éric Durand؛ زادهٔ ۱۳ اوت ۱۹۶۵) بازیکن فوتبال اهل فرانسه است.
از باشگاه‌هایی که در آن بازی کرده‌است می‌توان به باشگاه فوتبال باستیا و باشگاه فوتبال رن اشاره کرد.